# Tsundere Akuyaku Reijou Liselotte to Jikkyou no Endo kun to Kaisetsu no Kobayashi san
Tsundere Akuyaku Reijou Liselotte to Jikkyou no Endo kun to Kaisetsu no Kobayashi san (ツンデレあくやくれいじょうリーゼロッテとじっきょうのえんどうくんとかいせつのこばやしさん) là một series light novel Nhật Bản được viết bởi Enoshima Suzu và được minh họa bởi Eihi.

## Tổng quan
Tác phẩm đã được đăng trực tuyến trên trang web Shōsetsuka ni Narō từ tháng 8 đến tháng 11 năm 2018 và được xuất bản dưới ấn hiệu Kadokawa Books của KADOKAWA từ tháng 4,  2019. Minh hoạ bởi Eihi. Phiên bản đặc biệt được cập nhật ở trên trang web Kakuyomu từ tháng 12, 2019. Phiên bản gốc được đăng ở trên Shōsetsuka ni Narō đã được gỡ bỏ do tác giả xoá tài khoản.
Tác phẩm này đã xếp vị trí thứ 10 ở hạng mục tankobon và novels trong Kono Light Novel ga Sugoi! (nhà xuất bản Takarajimasha) vào năm 2020.
Phiên bản chuyển thể sang manga của Sakaki Sumiwo được đăng dài kỳ từ vol.77 năm 2019 (phát hành ngày 5 tháng 6) trên trang web B's-LOG COMIC (KADOKAWA). Tính đến tháng 1 năm 2023 lũy kế số lượng tập được phát hành của series (bao gồm cả bản điện tử) đạt hơn 1 triệu bản. Ngoài ra, một bản anime truyền hình được phát sóng từ tháng 1 đến tháng 3 năm 2023.

## Tóm tắt
Một câu chuyện về nữ phản diện kiểu mới kết nối thế giới thực với thế giới khác thông qua trò chơi. Thái tử Siegwald tình cờ nghe được giọng nói thiêng liêng của hai vị thần. Thông tin được tiết lộ gây sốc cho anh rằng Liselotte, vị hôn phu của Thái tử Siegwald, thật ra chính là một Tsundere. Nữ phản diện Liselotte, nhìn bề ngoài có vẻ là một nhân vật xấu xa từ hành động cho tới lời nói. Tuy nhiên, cô ấy luôn che giấu cảm xúc thật của mình dành cho vị hôn phu Siegwald. Khi những lời nói và hành động thông thường không thể qua mắt các vị thần, cảm xúc thực sự luôn che dấu bị phơi bày, nữ phản diện xấu số sẽ lại bộc lộ vẻ xấu hổ và sự thật là cô ấy vô cùng đáng yêu.

## Nhân vật
Danh sách nhân vật này không đầy đủ.
Liselotte Riefenstahl
Lồng tiếng bởi: Kusunoki Tomori
Siegwald Fitzenhagen
Lồng tiếng bởi: Nakamura Yuuichi
Endou Aoto (遠藤碧人)
Lồng tiếng bởi: Ishikawa Kaito
Kobayashi Shihono (小林詩帆乃)
Lồng tiếng bởi: Hanazawa Kana
Fiene
Lồng tiếng bởi: Tomita Miyu
Baldur Riefenstahl
Lồng tiếng bởi: Sugita Tomokazu
Artur Richter
Lồng tiếng bởi: Oosaka Ryuuta
Fabian Oltenberg
Lồng tiếng bởi: Horie Shun
Leon Schach
Lồng tiếng bởi: Yashiro Taku

## TV Anime
Vào 24 tháng 12 năm 2021, có một thông báo về việc đang thực hiện dự án chuyển thể sang phiên bản anime truyền hình. Bộ phim được phát sóng trong khung phát anime đêm khuya Animeism trên MBS, TBS, BS-TBS, đài khác và các phương tiện phát trực tuyến khác tại Nhật Bản từ tháng 1 đến tháng 3 năm 2023. Tại Việt Nam, bộ phim được phát trên Bilibili từ ngày 7 tháng 1 đến ngày 25 tháng 3 năm 2023.

### Nhân viên
- Nguyên tác - Enoshima Suzu[10]
- Minh hoạ nguyên tác - Eihi[10]
- Manga - Sakaki Sumiwo[10]
- Đạo diễn - Yoshimura Fumihiro[10]
- Biên kịch series - Konparu Tomoko[10]
- Thiết kế nhân vật - Katayama Miyuki[10]
- Thiết kế đạo cụ - Washio Naohiro
- Đạo diễn nghệ thuật - Arai Kazuhiro, Sakai Shunsuke
- Biên tập - Oikawa Yukie
- Đạo diễn âm thanh - Kameyama Toshiki
- Nhà sản xuất âm nhạc - Mizuta Daisuke
- Âm nhạc - Saiki Tatsuhiko, Tabuchi Natsumi, Nakajima Junko, Aoki Sayaka, Sakuma Kanade[10]
- Sản xuất âm nhạc - Nichion
- Nhà sản xuất hoạt họa - Ooishi Mitsuaki
- Hãng phim - Tezuka Productions[10]

### Bài hát chủ đề
「イビツナコトバ」ダズビー
Chủ đề mở đầu "Ibitsu na Kotoba" trình bày bởi DAZBEE. Sáng tác lời, soạn nhạc và biên khúc bởi REQ (Accelers).
「花のように」Anna
Chủ đề kết thúc "Hana no You ni" trình bày bởi Anna. Sáng tác lời, soạn nhạc bởi Anna. Biên khúc bởi Naoki Itai.

### Danh sách các tập
| Số tập     | Tựa đề                                                                             | Kịch bản       | Phân cảnh                          | Đạo diễn                           | Tổng đạo diễn hoạt họa                                                            | Ngày phát sóng gốc      |
| ---------- | ---------------------------------------------------------------------------------- | -------------- | ---------------------------------- | ---------------------------------- | --------------------------------------------------------------------------------- | ----------------------- |
| chapter 1  | Làm giá, Thái tử và giọng nói từ trời (ツンデレと王子と天の声)                     | Konparu Tomoko | Yoshimura Fumihiro                 | Hata Masami                        | Katayama Miyuki                                                                   | Ngày 7 tháng 1 năm 2023 |
| chapter 2  | Đũa phép, chỉ số tối đa và sự sủng ái của thần linh (杖とカンストと神の寵愛)       | Konparu Tomoko | Yoshimura Fumihiro                 | Maezono Fumio                      | Katayama Miyuki                                                                   | Ngày 14 tháng 1         |
| chapter 3  | Ruy băng, đàn anh và tình yêu (リボンと先輩と恋心)                                 | Morita Mayumi  | Matsui Hitoyuki                    | Yamaguchi Isamu Yoshimura Fumihiro | Katayama Miyuki                                                                   | Ngày 21 tháng 1         |
| chapter 4  | Mùa hè, về quê và nỗi lòng muốn gặp (夏と帰省と会いたい気持ち)                     | Fukuda Hiroko  | Yamauchi Tomio                     | Suzuki Takuo                       | Katayama Miyuki                                                                   | Ngày 28 tháng 1         |
| chapter 5  | Mẹ con, chị em và buổi hẹn hò đầu tiên (母娘と姉妹と初デート)                      | Morita Mayumi  | Tomoda Masaharu Yoshimura Fumihiro | Maezono Fumio                      | Katayama Miyuki                                                                   | Ngày 4 tháng 2          |
| chapter 6  | Ác mộng, phế vật và ẵm kiểu công chúa (悪夢とヘタレと姫抱っこ)                     | Fukuda Hiroko  | Yoshimura Fumihiro                 | Uema Yuri                          | Katayama Miyuki                                                                   | Ngày 11 tháng 2         |
| chapter 7  | Tiên tri, cậu bé và tường thuật trực tiếp (神託とショタと生放送)                   | Morita Mayumi  | Kotaki Hiroshi                     | Matsui Shintarou                   | Katayama Miyuki                                                                   | Ngày 18 tháng 2         |
| chapter 8  | Cô trò, mặt nạ và tiểu thư chua ngoa (師弟と仮面とツンギレ令嬢)                    | Fukuda Hiroko  |                                    | Suzuki Takuo                       | Katayama Miyuki                                                                   | Ngày 25 tháng 2         |
| chapter 9  | Bộ váy, lễ hội văn hóa, và cảm xúc trào dâng (ドレスと文化祭とあふれる想い)        | Morita Mayumi  | Maesawa Ooki                       | Matsui Shintarou                   | Katayama Miyuki                                                                   | Ngày 4 tháng 3          |
| chapter 10 | Hoa tình đầu Rena, dạ hội và ma nữ (レナの花と舞踏会と魔女)                        | Fukuda Hiroko  | Yoshimura Fumihiro                 | Maezono Fumio                      | Shimizu Katsuhiro Hakuya Hideyuki Matsushita Junko Zhuge Zijing                   | Ngày 11 tháng 3         |
| chapter 11 | Ma nữ, nữ thần và câu chuyện thần thoại thuở đầu (魔女と女神と始まりの神話)        | Konparu Tomoko |                                    | Suzuki Takuo                       | Shimizu Katsuhiro Hakuya Hideyuki Matsushita Junko                                | Ngày 18 tháng 3         |
| chapter 12 | Cái kết hạnh phúc viên mãn trên cả tuyệt vời! (最高を超えた最高のハッピーエンド！) | Konparu Tomoko | Yoshimura Fumihiro                 | Yoshimura Fumihiro                 | Shimizu Katsuhiro Matsushita Junko Ukulele Zenjirou Hakuya Hideyuki Yonemoto Nana | Ngày 25 tháng 3         |

### Blu-ray
| # | Ngày phát hành tiếng Nhật | Bao gồm    | Mã tiếng Nhật |
| - | ------------------------- | ---------- | ------------- |
| 1 | 26 tháng 4, 2023          | Tập 1 - 6  | DMPXA-320     |
| 2 | 31 tháng 5, 2023          | Tập 7 - 12 | DMPXA-321     |

### Web Radio
Một chương trình radio trên internet có tựa đề "Tsundere Akuyaku Reijou Liselotte to Jikkyou no Endou kun to Kaisetsu no Kobayashi san to Shinkou Kusunoki san" được dẫn bởi diễn viên Kusunoki Tomori lồng tiếng nhân vật Liselotte, được đăng đồng thời trên kênh YouTube DMM pictures và trên Onsen từ ngày 3 tháng 1 năm 2023.

### Light novel
- Tổng cộng 3 quyển.

| #           | Ngày phát hành tiếng Nhật                         | ISBN tiếng Nhật   | Ng     |
| ----------- | ------------------------------------------------- | ----------------- | ------ |
| 1           | 10 tháng 04, 2019                                 | 978-4-04-073051-6 | [ 15 ] |
| Disc 1      | 09 tháng 12, 2022                                 | 978-4-04-074784-2 | [ 16 ] |
| Disc 1      | Gói đính kèm tuyển tập thiết kế nhân vật giới hạn |                   | [ 16 ] |
| 2           | 09 tháng 08, 2019                                 | 978-4-04-073054-7 | [ 17 ] |
| Disc 2      | 09 tháng 12, 2022                                 | 978-4-04-074785-9 | [ 18 ] |
| Disc 2      | Gói đính kèm tuyển tập thiết kế nhân vật giới hạn |                   | [ 18 ] |
| 3 [Disc Ex] | 09 tháng 12, 2022                                 | 978-4-04-074696-8 | [ 19 ] |

### Manga
| # | Tựa đề tiếng Nhật | Ngày phát hành tiếng Nhật | ISBN tiếng Nhật   |
| - | --- | ------------------------- | ----------------- |
| 1 | ツンデレ悪役令嬢リーゼロッテと実況の遠藤くんと解説の小林さん1                                                                       | Ngày 28 tháng 12 năm 2019 | 978-4-04-735873-7 |
| 2 | ツンデレ悪役令嬢リーゼロッテと実況の遠藤くんと解説の小林さん2                                                                       | Ngày 31 tháng 7 năm 2020  | 978-4-04-736191-1 |
| 3 | ツンデレ悪役令嬢リーゼロッテと実況の遠藤くんと解説の小林さん3                                                                       | Ngày 1 tháng 5 năm 2021   | 978-4-04-736568-1 |
| 4 | ツンデレ悪役令嬢リーゼロッテと実況の遠藤くんと解説の小林さん4                                                                       | Ngày 27 tháng 12 năm 2021 | 978-4-04-736884-2 |
| 5 | ツンデレ悪役令嬢リーゼロッテと実況の遠藤くんと解説の小林さん5                                                                       | Ngày 1 tháng 8 năm 2022   | 978-4-04-737121-7 |
| 5 | ツンデレ悪役令嬢リーゼロッテと実況の遠藤くんと解説の小林さん5【ドラマCD付き特装版】 (Phiên bản trang bị đặc biệt đính kèm Drama CD) | Ngày 1 tháng 8 năm 2022   | 978-4-04-737122-4 |
| 6 | ツンデレ悪役令嬢リーゼロッテと実況の遠藤くんと解説の小林さん6                                                                       | Ngày 1 tháng 2 năm 2023   | 978-4-04-737354-9 |